# Aeroportul Lucapa
Aeroportul Lucapa (IATA: LBZ, ICAO: FNLK) este un aeroport din Provincia Lunda Norte, Angola.
Situat la o altitudine de 927 m, aeroportul dispune de o singură pistă.